# 克魯季哈區
53°57′42″N 81°12′45″E / 53.96167°N 81.21250°E
克魯季哈區（俄语：Крутихинский район），是俄羅斯的一個區，位於該國南部，由阿爾泰邊疆區負責管轄，面積2,051平方公里，2010年人口11,301，人口密度每平方公里5.51人。